# 聖達哥林瑪體育會
聖達哥林瑪體育會，簡稱UE聖達哥林瑪，是一家位於聖科洛馬的安道爾足球會，現於國內最頂級的安道爾甲組足球聯賽角逐。

## 歷史
球隊成立於1968年，但直到2007年才在安道爾足球系統中註冊。
2007–08賽季，他們以不敗戰績奪得乙組聯賽冠軍，晉級甲組聯賽。
2009–10賽季，球隊奪得聯賽亞軍，由此獲得參加2010–11年歐霸盃的機會，這是他們首次參與歐洲賽事。
2023–24賽季，球隊奪得聯賽冠軍，由此獲得參加2024–25年歐洲冠軍聯賽的機會，這是他們首次參與歐洲冠軍聯賽。
2024年7月16日，俱乐部在欧冠第一轮资格赛中击败科索沃的巴尔干尼，赢得了他们在欧战中的首场胜利。2024年8月14日，俱乐部在欧洲联赛第三轮资格赛中负于拉脱维亚的里加足校，由此获得了欧洲协会联赛附加赛的资格，从而成为有史以来第一支进入欧足联俱乐部赛事附加赛阶段的安道尔球队。

## 球會榮譽
- 安道爾甲組足球聯賽

 冠軍： (1) 2023–24
 亞軍： (2) 2009–10、2013–14
- 安道爾乙組足球聯賽

 冠軍： (1) 2007–08
- 安道爾盃

 冠軍： (4) 2013, 2016, 2017, 2024
 亞軍： (2) 2010, 2011
- 安道爾超級盃

 冠軍： (1) 2016
 亞軍： (1) 2013

## 歐戰紀錄
截至2024年8月21日
| 球季    | 比賽         | 圈數         | 球會           | 主場 | 作客         | 合計        |
| ------- | ------------ | ------------ | -------------- | ---- | ------------ | ----------- |
| 2010–11 | 歐霸盃       | 外圍賽第一圈 | 莫格倫         | 0–3  | 0–2          | 0–5         |
| 2011–12 | 歐霸盃       | 外圍賽第一圈 | 帕克斯         | 0–1  | 0–4          | 0–5         |
| 2012–13 | 歐霸盃       | 外圍賽第一圈 | 川迪           | 0–3  | 0–6          | 0–9         |
| 2013–14 | 歐霸盃       | 外圍賽第一圈 | 兹里尼斯基     | 1–3  | 0–1          | 1–4         |
| 2014–15 | 歐霸盃       | 外圍賽第一圈 | 斯科普里冶金   | 0–3  | 0–2          | 0–5         |
| 2016–17 | 歐霸盃       | 外圍賽第一圈 | 薩格勒布火車頭 | 1–3  | 1–4          | 2–7         |
| 2017–18 | 歐霸盃       | 外圍賽第一圈 | 奥西耶克       | 0–2  | 0–4          | 0–6         |
| 2022–23 | 歐洲協會聯賽 | 外圍賽第一圈 | 布雷扎布利克   | 0–1  | 1–4          | 1–5         |
| 2024–25 | 欧洲冠军联赛 | 外圍賽第一圈 | 巴尔干尼       | 1–2  | 2–1 （加时） | 3−3 (6–5 p) |
| 2024–25 | 欧洲冠军联赛 | 外圍賽第二圈 | 中日德兰       | 0–3  | 0–1          | 0–4         |
| 2024–25 | 歐霸盃       | 外圍賽第三圈 | 里加足校       | 0–2  | 0–7          | 0–9         |
| 2024–25 | 歐洲協會聯賽 | 附加賽圈     | 維京古         |      |              |             |

## 外部連結
- Official website (Momentarily dead link)
- Sant Julià at UEFA.COM （页面存档备份，存于）
- Sant Julià at Weltfussball.de Archive.today的存檔，存档日期2012-12-09
- Sant Julià at Football-Lineups.com （页面存档备份，存于）